# Zdeněk Folprecht

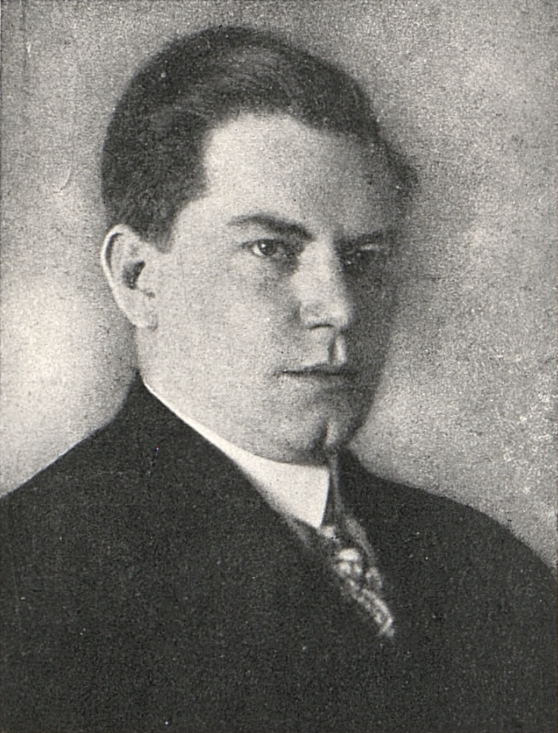
Zdeněk Folprecht (1926)

Zdeněk Folprecht (* 26. Januar 1900 in Turnov; † 29. Oktober 1961 in Prag) war ein tschechoslowakischer Komponist.
Folprecht war Schüler von Josef Bohuslav Foerster, Vítězlav Novák und Václav Talich. Von 1923 bis 1939 war er Dirigent am Slowakischen Nationaltheater in Preßburg, danach am Nationaltheater in Prag. Er komponierte eine Oper, vier Sinfonien, ein Klarinetten- und ein Violinkonzert, ein Nonett, eine Klaviersuite, Chöre und Lieder.